# Trennungsangst im Kindes- und Jugendalter
Bei der Trennungsangst verspüren Kinder zum Teil heftige Ängste in Abwesenheit ihrer Bezugspersonen. Es handelt sich dabei um eine normale Entwicklungsphase, die zwischen dem 7. und dem 18. Monat auftritt. Die bei der Trennung auftretenden Ängste werden als pathologisch eingestuft, wenn „eine unübliche Ausprägung, eine abnorme Dauer über die typische Altersstufe hinaus und dadurch deutliche Probleme in sozialen Funktionen“ auftreten.

## Grundlagen
Die Trennungsangst wird häufig durch die sich entwickelnde Bindung sowie durch die fortschreitende kognitive Entwicklung erklärt. Hierbei entwickelt das Kind um den 8. Monat erste Grundzüge der Objektpermanenz. Nach Jean Piaget ist die Objektpermanenz das Wissen, dass ein Objekt weiterexistiert, auch wenn es nicht direkt wahrgenommen wird. Dies scheint die kognitive Voraussetzung zu sein, überhaupt Trennungsangst entwickeln zu können. Vor diesem Entwicklungsschritt (etwa 6. bis 8. Monate) lösen Trennungen Unbehagen aus. Es existiert aber noch kein spezifisches Vermissen eines Objektes, also der Bezugsperson.
Im Trennungszustand scheinen beim Kind Bedürfnisse nach Sicherheit, Schutz, Kontakt und Kommunikation frustriert zu werden. In der Bindungstheorie wird das Auftreten von Ängsten bei Trennung von wichtigen Bezugspersonen als evolutionäre Notwendigkeit erklärt. Für das Kind hat die Aufrechterhaltung der Nähe zur Bezugsperson eine existenzielle, lebensnotwendige Bedeutung. Die auftretende Angst und das Zeigen von Protest dienen also dem Überleben.

## Psychopathologie
Trennungsangst wird als pathologisch angesehen, wenn die gezeigten Ängste länger andauern, als dies bei den meisten Kindern der Fall ist, oder sie so stark sind, dass das soziale Leben beeinträchtigt wird. 
In einem solchen Fall wird die Trennungsangst als kinder- und jugendpsychiatrische Diagnose Emotionale Störung mit Trennungsangst des Kindesalters bezeichnet.